# Nigel Crisp, Baron Crisp

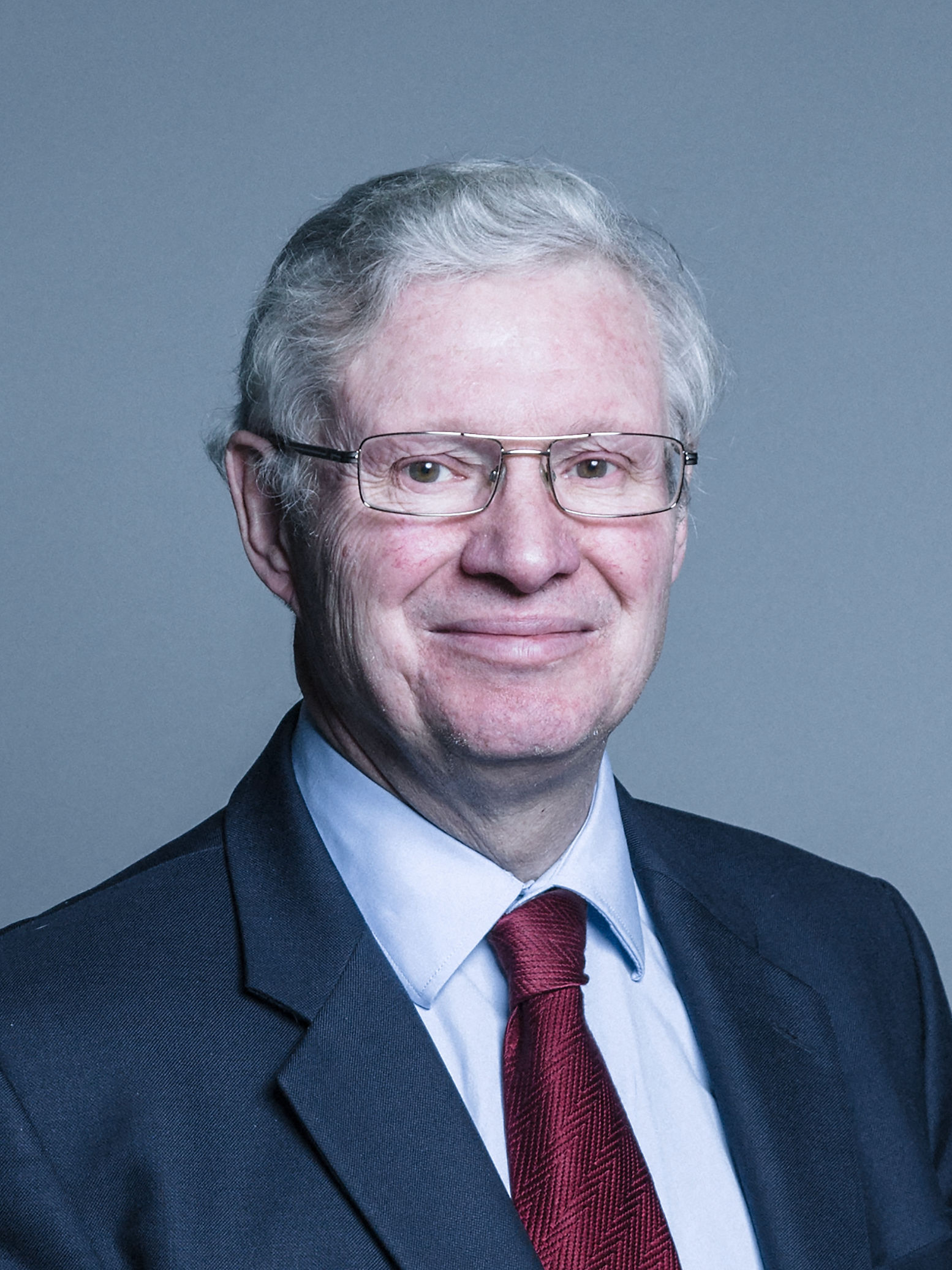
Nigel Crisp, Baron Crisp

Edmund Nigel Ramsay Crisp, Baron Crisp KCB (* 14. Januar 1952), ist ein ehemaliger höherer Beamter im britischen Gesundheitsministerium und Manager im National Health Service. Nach seiner Pensionierung wurde er zum Life Peer erhoben. Er sitzt als Crossbencher im Oberhaus. Er beschäftigt sich insbesondere mit internationaler Gesundheitspolitik und Entwicklung.

## Persönliches
Crisp studierte Philosophie in Cambridge.
Er ist verheiratet und hat zwei Kinder und lebt in der Nähe von Newbury. Er interessiert sich für das Landleben, Gärtnern und Malen.

## Karriere
Crisp trat 1986 in den National Health Service (NHS) ein, nachdem er vorher in Liverpool und Cambridgeshire im kommunalen Bereich gearbeitet hatte. Von 1981 bis 1986 war er Direktor bei Age Concern in Cambridge. Anschließend arbeitete er für Lernbehinderte in East Berkshire. Im Jahr 1988 übernahm er eine Führungsposition und wurde später Geschäftsführer der Heatherwood and Wexham Park Hospitals. In Oxford wurde er 1993 Geschäftsführer der Oxford Radcliffe Hospitals, einem der größten Universitätskliniken im Land. Er wurde 1997 Regionaldirektor des NHS für das Gebiet "South Thames" und 1999 Londoner Regionaldirektor.
Crisp wurde am 1. November 2000 zum Geschäftsführer und Staatssekretär des NHS ernannt. Am 8. März 2006 gab er bekannt, dass er Ende des Monats sein Amt niederlegen werde, da er die finanziellen Probleme des NHS nicht länger tragen könne. Er wurde vom Premierminister Tony Blair für seinen Einsatz für das britische Gesundheitswesen belobigt. 2003 war er als Knight Commander des Order of the Bath geadelt worden. Am 28. April 2006 wurde er als Baron Crisp, of Eaglescliffe in the County of Durham, zum Life Peer erhoben. Sein Nachfolger beim NHS war Sir Ian Carruthers als Geschäftsführer und Hugh Taylor als Staatssekretär.

## Internationales Gesundheitswesen und Entwicklung
Nigel Crisp war seit 2006 im internationalen Gesundheitswesen und der Entwicklung sehr aktiv. Hier ist unter anderem seine Veröffentlichung aus dem Jahr 2007 Global Health Partnerships als bemerkenswert zu nennen, ein Bericht für den Premierminister über die Möglichkeiten des UK zur Unterstützung der Gesundheitsentwicklung in Entwicklungsländern. Gemeinsam mit dem Kommissar der Afrikanischen Union Bience Gawanas wurde eine Task Force gegründet, um die Ausbildung von im Gesundheitswesen Beschäftigten zu fördern. Daraus entstand 2008 die Publikation Scaling up, Saving lives und im Jahr 2009 zusammen mit dem Sambischen Gesundheitsminister die Studie Zambia UK Health Workforce Alliance. Er veröffentlicht regelmäßig und hält Vorträge über internationales Gesundheitswesen und veröffentlichte sein Buch Turning the world upside down - the search for global health.
Er ist Vorsitzender von Sightsavers International, Senior Fellow des Institute for Healthcare Improvement, Ehrengast der Harvard School of Public Health und Honorarprofessor an der London School of Hygiene and Tropical Medicine.

## Veröffentlichungen
- Turning the world upside down - the search for global health in the 21st Century, Hodder Education, 2010